# 利穆区
利穆区（法語：Arrondissement de Limoux）是法国奥德省所辖的一个区。总面积1727.3平方公里，总人口42286，人口密度24人/平方公里（2018年）。主要城镇为利穆。

## 辖区
利穆区辖有138个市镇。